# Бернарди, Пьеро де
Пьеро де Бернарди (итал. Piero De Bernardi; 12 апреля 1926, Прато, Тоскана, Италия — 8 января 2010, Милан, Италия) — итальянский сценарист.

## Биография
Сотрудничал с Лео Бенвенути.
Начиная с фильма Суперфантоцци написал сценарии к нескольким фильмам в сотрудничестве со своим постоянным сосценаристом Лео Бенвенути, а также совместно с Алессандро Бенчивени и Доменико Саверни.
Сценарии, написанные Пьеро де Бернарди, экранизировались многими известными режиссёрами: Марио Моничелли, Лучано Сальче, Нери Паренти, Стено, Жюльеном Дювивье, Серджо Леоне.
В этих фильмах снимались такие известные актёры, как Фернандель, Паоло Виладжио, Альберто Сорди, Энрико Монтесано, Ренато Подзетто, Адриано Челентано, Клаудия Кардинале и даже Дастин Хоффман.
Именно Пьеро де Бернарди написал слова для знаменитой «Баллады Фантоцци», прозвучавшей в двух первых фильмах об Уго Фантоцци: Фантоцци и Фантоцци Второй Трагический.

## Сценарист
- 1954 Сокровище Бенгальского залива
- 1954 Тайна чёрных джунглей
- 1955 Девочки Сан-Фредиано
- 1955 Друзья для жизни
- 1957 Гвиндалина
- 1961 Девушка с чемоданом
- 1961 Как хорошо жить
- 1962 От субботы до понедельника
- 1963 Бурное море
- 1964 Брак по-итальянски
- 1964 Женщина — это прекрасная вещь
- 1964 Контросессо
- 1965 Дон Камилло в России
- 1965 Комплексы
- 1965 Солдатессы (Женщины войны) (Девушки для армии)
- 1966 Девушка солдата
- 1969 Серафино
- 1972 Альфредо, Альфредо
- 1972 Мы будем называть его Андреа
- 1974 Разберусь с Америкой и вернусь
- 1974 Пока есть война, есть надежда (Торговцы смертью)
- 1975 Мои друзья
- 1975 Фантоцци
- 1976 Фантоцци Второй Трагический
- 1978 Спокойной ночи, синьорины и синьоры
- 1979 Доктор Джекил и милая дама
- 1980 Фантоцци против всех
- 1980 Хозяйка гостиницы
- 1981 Маркиз дель Грилло
- 1982 Мои друзья 2
- 1984 Бертольдо, Бертольдино… и Какасенно
- 1984 Однажды в Америке
- 1985 Мои друзья 3
- 1986 Суперфантоцци
- 1987 Я и моя сестра
- 1988 Фантоцци уходит на пенсию
- 1988 Хитрец
- 1990 Забавные истории
- 1990 Фантоцци берёт реванш
- 1991 Копы (Полицейские)
- 1992 Волк! Волк!
- 1992 Забавные истории 2
- 1992 Рикки и Барабба
- 1992 Чао, профессор
- 1993 Каин и Каин
- 1993 Фантоцци в раю
- 1994 Мои друзья-приятели (Дорогие друзья-приятели) (Дорогие проклятые друзья)
- 1994 Забавные истории 3
- 1996 Возвращение Фантоцци
- 1998 Последняя остановка
- 2003 Это не наша вина (Мы не виноваты)

## Автор диалогов
- 1957 — Кемпинг (Лагерь)
- 1961 — Дон Камилло, мосьё
- 1966 — Я, я, я… и другие